# 善人なおもて往生を遂ぐ、況んや悪人をや
善人なおもて往生を遂ぐ、況んや悪人をや（ぜんにんなおもておうじょうをとぐ、いわんやあくにんをや）は、親鸞による教えの言葉。

## 概要
人間というのは誰でも悪人であり、このような悪人こそが信仰によって救われるべき対象であるということである。
この言葉は、歎異抄の3章で述べられていた言葉である。ここでは、善人でさえ幸せになれ、悪人はなおさら幸せになれるということが述べられていた。これに対して当時の世の常識というのは、悪人が幸せになれて善人はなおさら幸せになれるということであったのだが、親鸞によるとこれは他力本願の趣旨に反しているとのことであった。この理由は、善人となれている人というのは自力であるために、この間には他力本願への心が欠けており、これは阿弥陀仏の本願ではない。煩悩のある我々は、死ぬことや良くないことを憐れんで願い事をしているのであるが、この願い事は悪人が成仏をするためであるならば、その願い事をしている悪人というのは最も往生をするべき人とのことであった。